# Sárgaszőrű szalagoscincér
A sárgaszőrű szalagoscincér (Leptura aurulenta) a cincérfélék családjába tartozó, Európában és Kis-Ázsiában honos, lombos fákon élő bogárfaj. 

## Megjelenése
A sárgaszőrű szalagoscincér testhossza a hím esetében 12-18 mm, a nőstény 15-23 mm-es. Testalkata megnyúlt, karcsú. Az előtor oldala ívelő, hátsó pereme kiszélesedő; szárnyfedői ék alakúak, oldalvonalaik a válltól kezdve keskenyednek. Alapszíne fekete, a hím csápjai feketék, a nőstényé sárgásvörösek. Szárnyfedőin négy vörsösessárga keresztsáv húzódik a varrattól egészen a peremig. Vállai vörösbarnák. Lábai feketék, a hím combjai és lábszárai részben sárgásvörösek, a nőstényé sárgásvörösek, fekete combtővel. Az előtor első és hátsó peremét, valamint a halántékot sűrű, lesimuló, aranysárga szőrök díszítik. 

## Elterjedése és életmódja
Eurázsiában honos, az Ibériai-félszigettől Nyugat-Oroszországig, valamin Kis-Ázsiában (Észak-Európából hiányzik). Magyarországon a hegyvidékeken elterjedt, de ritka. 
Lárvája különféle lombos fák (leginkább bükk, de gesztenye, gyertyán, éger, nyír, tölgy, dió, fűz, nyár is) elhalt törzsében, tönkjében, vastag, kéregvesztett ágaiban fejlődik. Főleg az árnyékban levő, nyirkos, korhadó, gombafonalakkal átszőtt fát kedveli. A lárva akár 25 cm mélyre is befúrhatja magát a törzsbe. Életciklusa a hőmérséklettől, nedvességtől függően 2-4 évig tart, majd tavasszal bebábozódik. Az imágó júniustól augusztusig rajzik. Nappal aktív, a hímek előszeretettel tartózkodnak a virágokon (főleg bodzán), a peterakó nőstények inkább a száraz fatörzseket keresgélik.

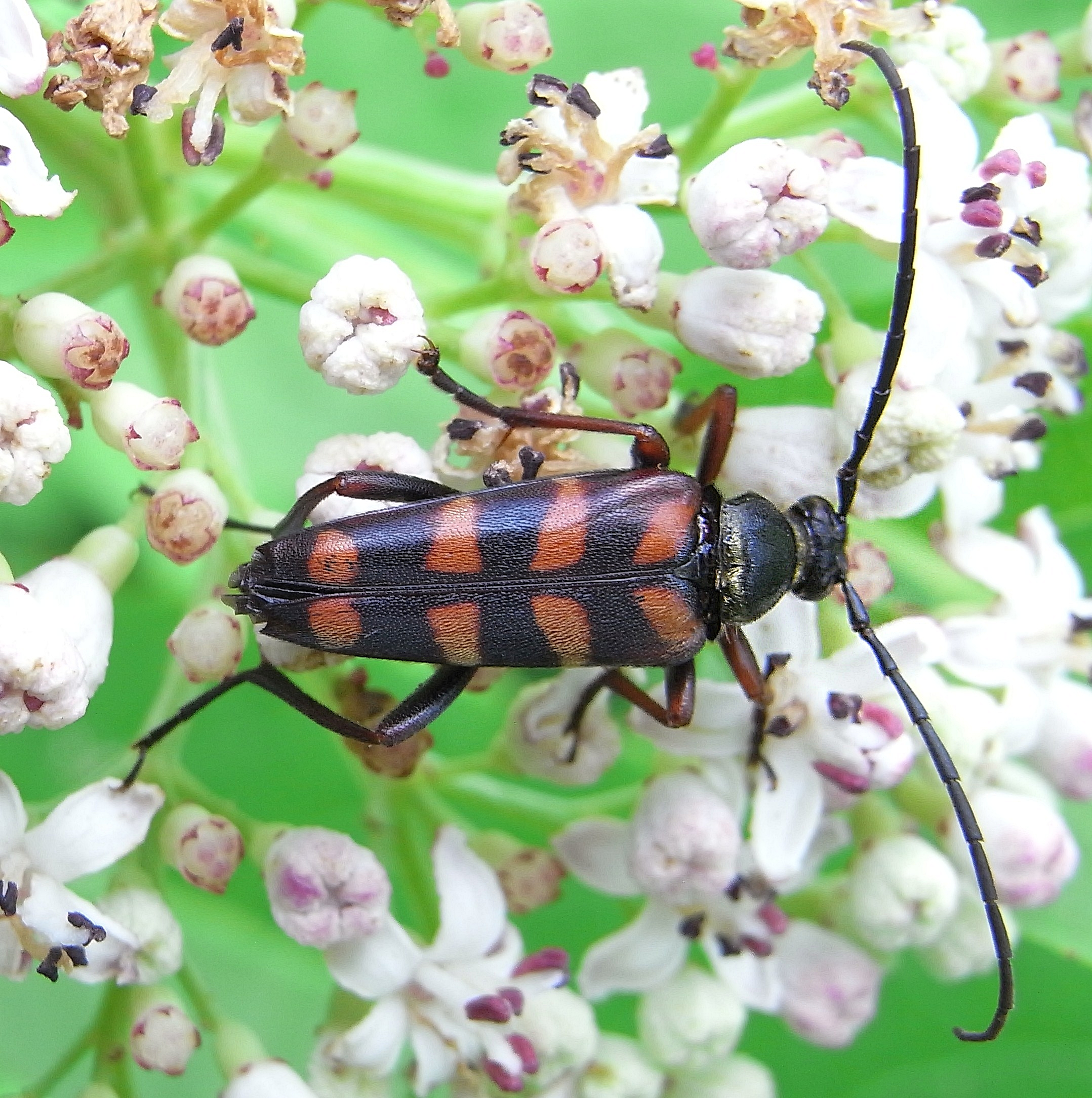
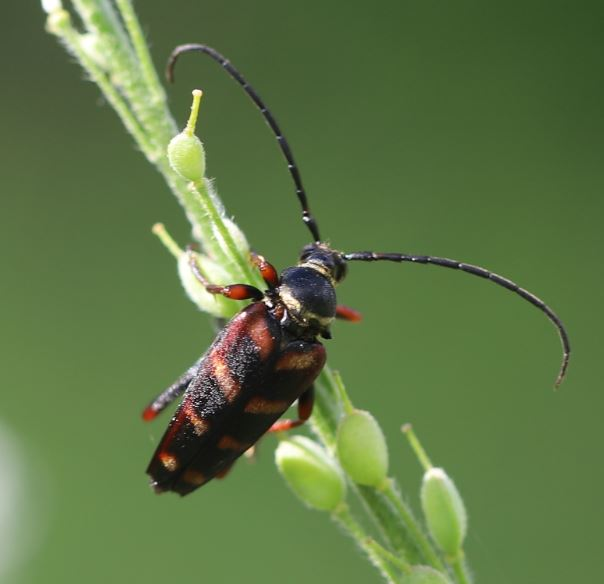
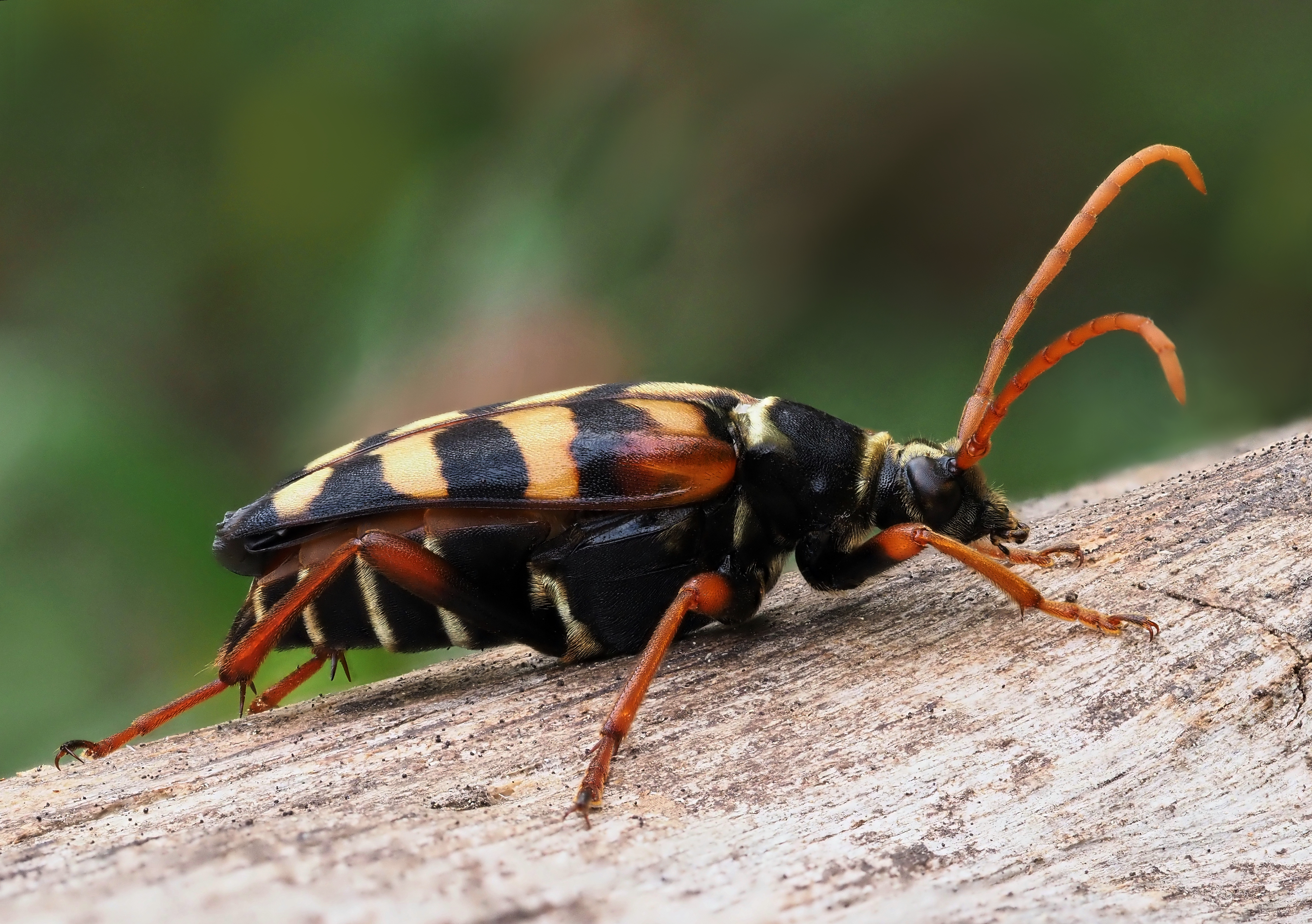
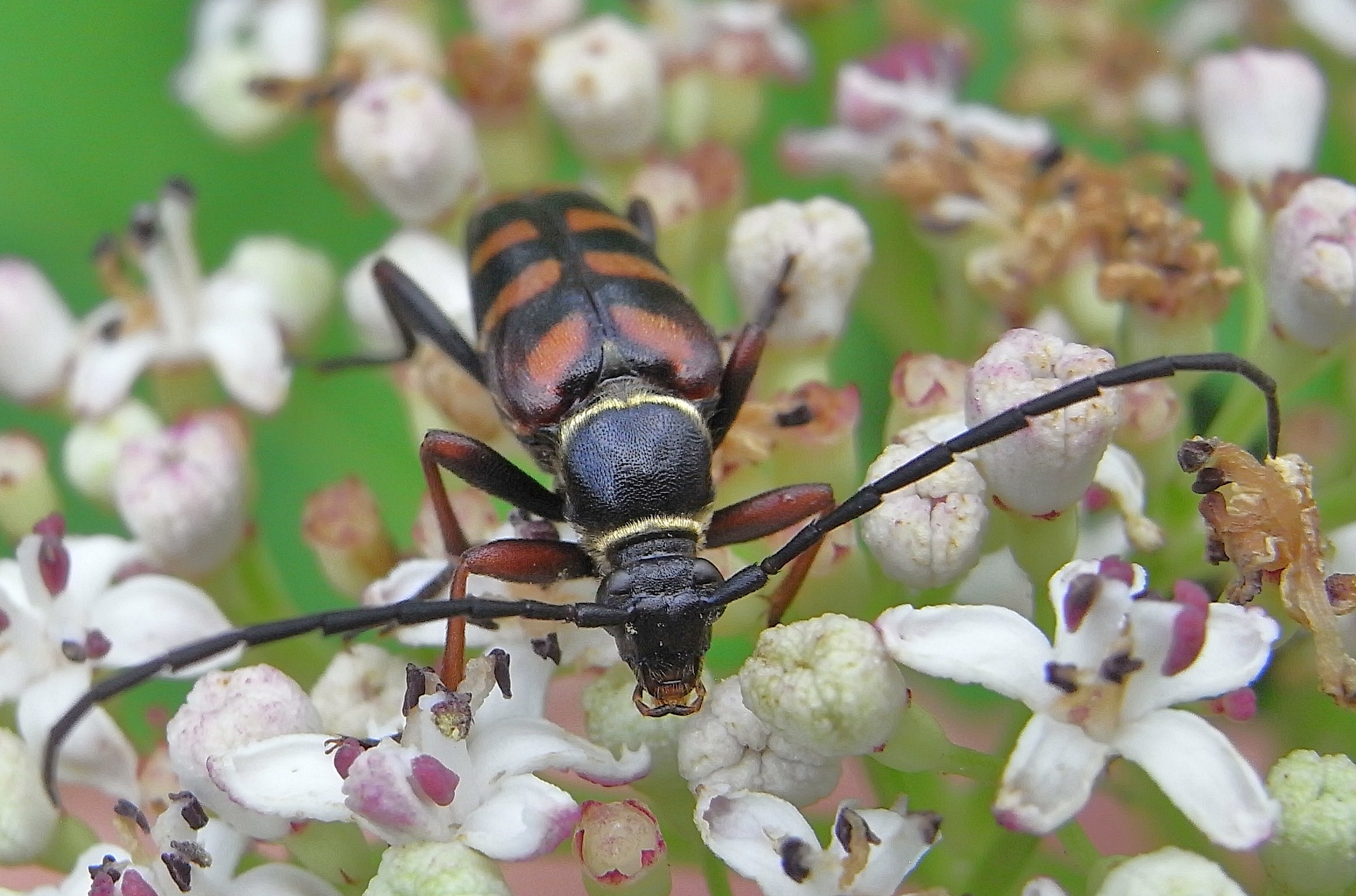
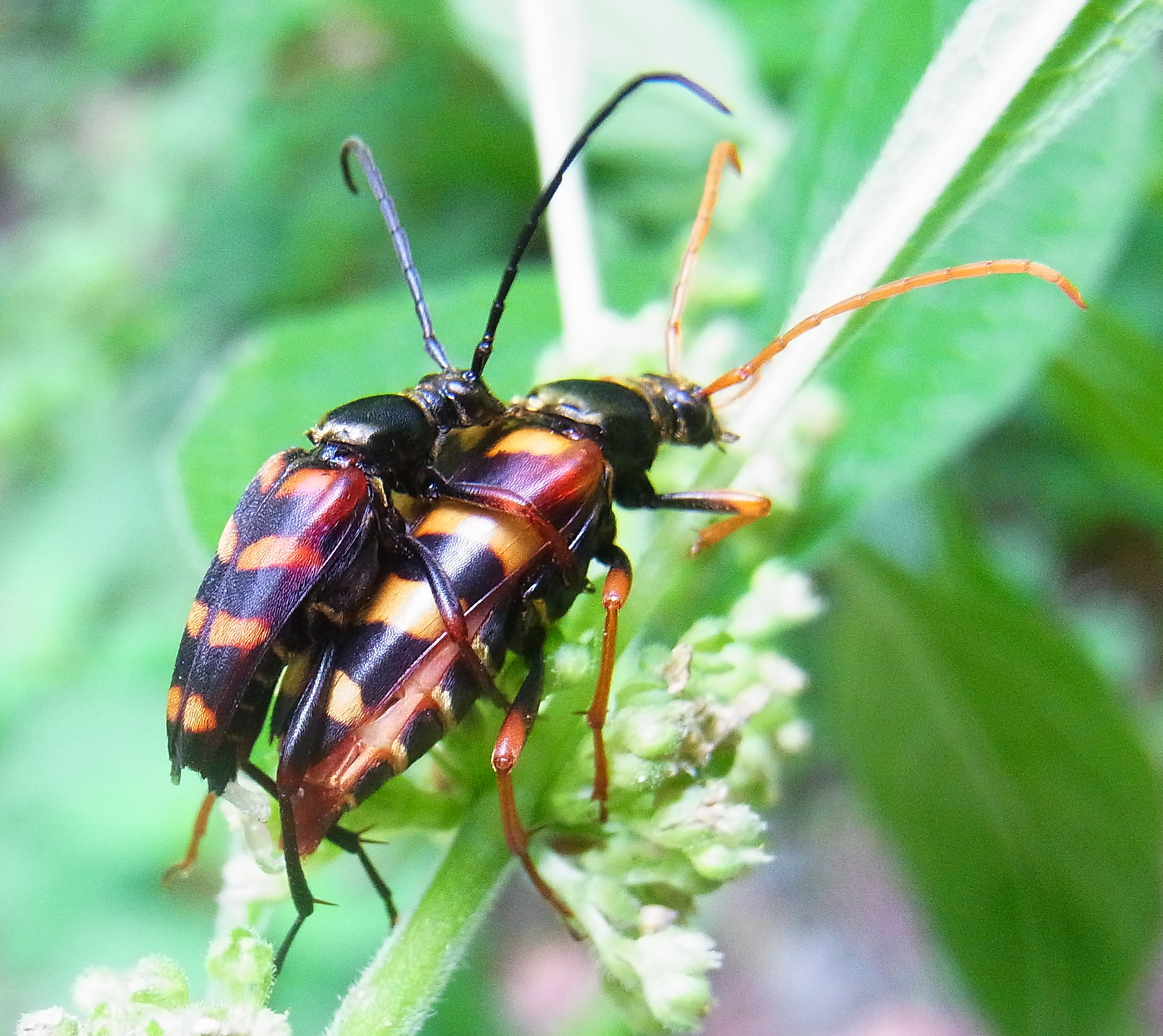

Magyarországon nem védett.